# ブルーノ・サンマルチノ
ブルーノ・サンマルチノ（Bruno Sammartino、本名：Bruno Leopardo Francesco Sammartino、1935年10月6日 - 2018年4月18日）は、アメリカ合衆国で活躍したイタリア出身のプロレスラー。
無類の怪力とタフネスを誇り、「人間発電所」の異名を持つ。長期に渡ってWWWF世界ヘビー級王者に君臨し、ニューヨークのマディソン・スクエア・ガーデンに出場し続けたことから「MSGの帝王」とも呼ばれた。アメリカでは「The Living Legend」のニックネームが与えられ、2013年にはWWE殿堂に迎えられた。

## 来歴
- 1935年10月6日、イタリアの大工の家に生まれる[3]。
- 1951年、家族でアメリカ合衆国のペンシルベニア州ピッツバーグに移住[3]。
- 1953年から1955年まで兵役に就く[3]。除隊後は建設労働者として働いていた[2]。
- 1959年10月20日、ピッツバーグ郊外のペンシルバニア州アリクイッパでプロレスラーとしてデビュー[4]。当時のギャランティーは、食費・移動費・宿泊費を含めて週250ドル程度であったという[4]。
- 1960年1月2日、ニューヨークのMSGに初出場、ブル・カリーから勝利を収める[4]。
- 1962年11月22日、カナダ・トロントでジョニー・バレンタインを破り、NWA・USヘビー級王座を獲得[5]。
- 1963年5月17日、MSGでバディ・ロジャースを48秒で破り、第2代WWWF世界ヘビー級王者となる[6][7]。
- 1963年6月21日、ハンス・モーティアの挑戦を退け、MSGでの初防衛に成功[7]。
- 1964年2月17日、2度目の海外武者修行で全米をサーキットしていたジャイアント馬場（ババ・ザ・ジャイアント）を相手にMSGでWWWF世界ヘビー級王座の防衛戦を行い、バックブリーカーで勝利を収める[8][9]。
- 1966年4月、オーストラリア（ジム・バーネット主宰のワールド・チャンピオンシップ・レスリング）に遠征し、ワルドー・フォン・エリック、キラー・コワルスキー、トール・タナカ&ミツ・アラカワなどと対戦[10]。9月の再遠征ではシドニーにおいて、ザ・デストロイヤー（ガイ・ミッチェル）が保持していたフラッグシップ・タイトルのIWA世界ヘビー級王座に連続挑戦[10]。
- 1967年3月、日本プロレスに初来日。3月2日に大阪府立体育館、3月7日に蔵前国技館にて馬場のインターナショナル・ヘビー級王座に連続挑戦する。結果は2回とも馬場の防衛。
- 1968年8月、日本プロレスに再来日。8月7日に大阪球場にて馬場のインターナショナル・ヘビー級王座に再度挑戦。結果は馬場の防衛。8月9日には田園コロシアムにてレイ・スティーブンスと組み、BI砲（馬場&アントニオ猪木）のインターナショナル・タッグ王座に挑戦するが敗退。これがサンマルチノにとってはシングルとタッグを含めて唯一の猪木とのタイトル戦。
- 1971年1月18日、イワン・コロフに敗れてWWWF世界ヘビー級王座から転落する[11]。在位期間は7年8ヶ月。
- 1971年6月18日、ドミニク・デヌーチと組んでジート&ベポのザ・モンゴルズからWWWFインターナショナル・タッグ王座を奪取（1969年12月13日にも、バットマンことトニー・マリノと組んで同王座を獲得したとされた）[12]。
- 1971年11月25日、広島県立体育館にて馬場のインターナショナル・ヘビー級王座に最後の挑戦。結果は馬場の防衛。
- 1972年1月14日、ロサンゼルスで毎年1月に行われていた新春恒例のアニュアル・バトルロイヤルにて優勝（参加選手はサンマルチノ以下、ミル・マスカラス、リッパー・コリンズ、ダッチ・サベージ、ジョン・トロス、ヘイスタック・カルホーン、ロッキー・ジョンソン、ドリー・ディクソン、ブラック・ゴールドマン、エル・ゴリアス、キンジ渋谷、マサ斎藤など22選手。当日はシングルマッチでも渋谷から勝利を収めている）[13]。
- 1972年9月30日、ニューヨークのシェイ・スタジアムで開催された "Showdown at Shea" にて、ペドロ・モラレスのWWWFヘビー級王座に挑戦[14]。23時までに興行を終了しなければならないニューヨーク市の条例（カーフュー）により引き分け[15]。
- 1972年10月、全日本プロレスの旗揚げシリーズに参戦。世界選手権争覇戦（後に「PWFヘビー級王座争覇戦第一戦」となる）で馬場と対戦。
- 1973年6月15日、セントルイスのキール・オーディトリアムにおいて、ハーリー・レイスのNWA世界ヘビー級王座に挑戦（60分時間切れ引き分け）[16]。
- 1973年7月14日、モントリオールのグランプリ・レスリングにてエドワード・カーペンティアと組み、ハリウッド・ブロンズ（ジェリー・ブラウン&バディ・ロバーツ）からGPWタッグ王座を奪取[17]。
- 1973年7月21日、インディアナポリスのWWAにてディック・ザ・ブルーザーと組み、アーニー・ラッド&バロン・フォン・ラシクからWWA世界タッグ王座を奪取（翌1974年1月5日、バリアント・ブラザーズに敗れるまで保持）[18]。
- 1973年12月10日、スタン・スタージャックを破り第6代WWWFヘビー級王者に返り咲く[6][19]。
- 1974年1月14日、ドン・レオ・ジョナサンの挑戦を退け、王座復帰後のMSGでの初防衛に成功[20]。
- 1974年9月21日、フィラデルフィアのスペクトラムにおいて、ストロング小林を相手に王座を防衛（場外カウントアウト勝ち）[20]。
- 1975年5月、全日本プロレスに再来日。5月6日に岐阜にてコワルスキーと組み、馬場&ジャンボ鶴田のインターナショナル・タッグ王座に挑戦。5月9日には東京・日大講堂にて、自らのWWWFヘビー級王座と馬場のPWFヘビー級王座とのダブル・タイトルマッチを行う。
- 1976年4月26日、スタン・ハンセンとのWWWFヘビー級王座防衛戦で、ハンセンの放ったボディスラムで脳天からリング上に落下、頚椎を損傷する重傷を負う（試合はストップされず、その後もサンマルチノは戦い続けたものの、額から流血しているのをレフェリーが確認して試合を止めた）[21]。
- 1976年6月25日、"Showdown at Shea" の第2回大会に出場、負傷した首が完治しないままハンセンとのリマッチに臨み、場外カウントアウトで勝利[21][22]。同日は猪木vsモハメド・アリの異種格闘技戦がクローズドサーキット方式で衛星生中継されたが、チケットの売れ行きが芳しくなかったためにビンス・マクマホン・シニアがサンマルチノに出場を依頼した[23]。
- 1977年4月30日、スーパースター・ビリー・グラハムに敗れてWWWFヘビー級王座から陥落[24]。
- 1978年5月5日、プエルトリコのWWCにてゴリラ・モンスーンを破りWWC北米ヘビー級王座を獲得、同年7月22日にモンスーンに奪回されるまで保持[25]。
- 1980年8月9日、"Showdown at Shea" の第3回大会にて、ヒールターンした弟子のラリー・ズビスコとスチール・ケージ・マッチで対戦[26][27]。
- 1981年8月、引退を表明。10月4日、ニュージャージー州イーストラザフォードでのジョージ・スティール戦がフルタイムの現役レスラーとしての引退試合となる[28]。
- 1981年10月、全日本プロレスの創立10周年記念シリーズに来日[29]。10月9日に蔵前国技館にて馬場と組み、タイガー・ジェット・シン&上田馬之助と対戦。これが事実上の引退試合となった。
- 1984年9月、TVショー "Superstars of Wrestling" のカラー・コメンテーターとしてWWFに復帰。
- 1985年2月16日、リングに一時復帰。息子のデビッド・サンマルチノとの親子タッグでポール・オーンドーフ&ボビー・ヒーナンと対戦[30]。
- 1985年5月20日、MSGでデビッドをパートナーにブルータス・ビーフケーキ&ジョニー・バリアントと対戦[30]。1980年12月8日のサージェント・スローター戦以来となる、4年半ぶりのMSG出場を果たす。以降、WWFではロディ・パイパーやホンキー・トンク・マンとの抗争も行われた[1]。
- 1986年4月7日、レッスルマニア2（シカゴ大会）でのバトルロイヤルに出場（他の参加選手はアンドレ・ザ・ジャイアント、モラレス、トニー・アトラス、ダニー・スパイビー、ジム・ブランゼル、ブライアン・ブレアー、ビッグ・ジョン・スタッド、アイアン・シーク、ブレット・ハート、ジム・ナイドハート、キング・トンガ、ヒルビリー・ジムなど。NFLからウィリアム・ペリーやハーベイ・マーティンらも出場）[31]。サンマルチノの選手としてのレッスルマニア出場は、この第2回大会のみである（前年の第1回大会にはビーフケーキと対戦したデビッドのセコンドとして登場）[31]。
- 1986年7月12日、MSGでティト・サンタナをパートナーにランディ・サベージ&アドリアン・アドニスと対戦。この試合が最後のMSG出場となった[32]。
- 1988年3月、WWFを離脱。WWFでの最後の試合は1987年8月29日、ハルク・ホーガンとタッグを組んでのキングコング・バンディ&ワンマン・ギャング戦[33]。
- 1989年10月28日、WCWのPPV "Halloween Havoc" にて、サンダードーム・ケージ・マッチ（リック・フレアー&スティング対テリー・ファンク&グレート・ムタ）のスペシャル・ゲスト・レフェリーを務めた[34]。
- 1999年5月2日、全日本プロレスの東京ドーム大会に来日。同年1月に死去したジャイアント馬場『引退』記念試合に友人（兼対戦相手）として参列。
- 2001年、故郷に銅像が建立され、自らの名前がついた記念体育館が建設される。
- 2013年2月、 WWE殿堂入りが決定。4月6日にMSGにて行われた顕彰セレモニーでは、アーノルド・シュワルツェネッガーがインダクターを務めた。
- 2015年3月28日、WWE殿堂に迎えられた愛弟子ズビスコのインダクターを担当。
- 2018年4月18日、82歳没[1][35]。

## ギャラリー

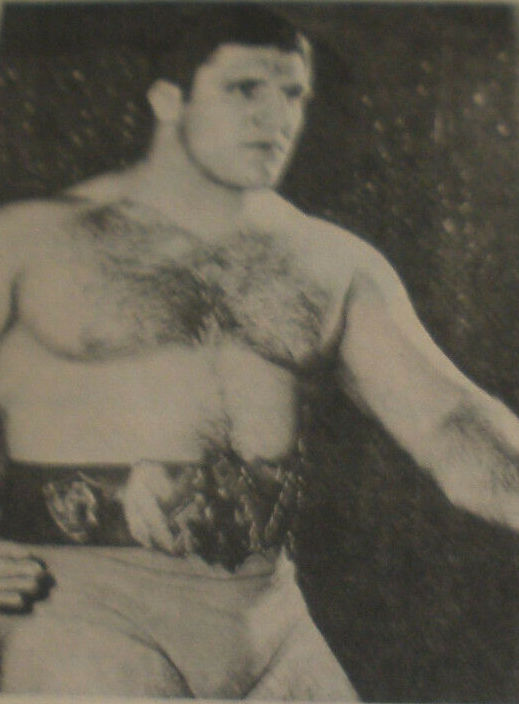
WWWF世界ヘビ－級王者時代（1970年）
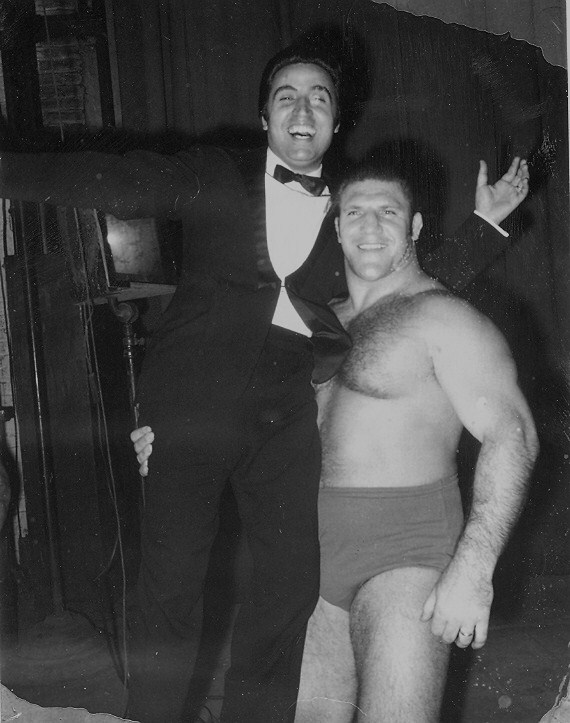
イタリアの俳優マリオ・トレビと（1974年）
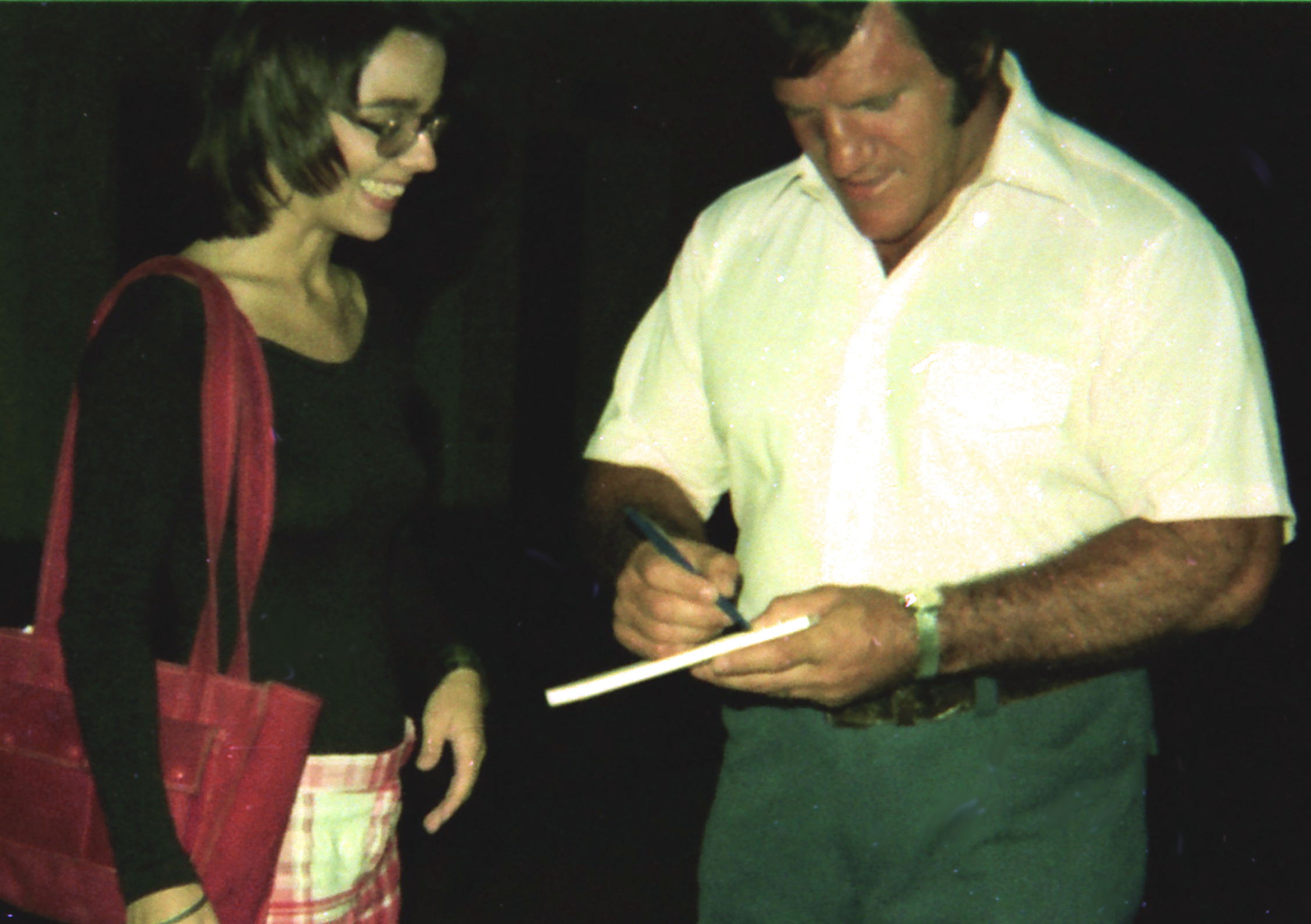
ボディビルダーのキャシー・シーガルと（1974年）
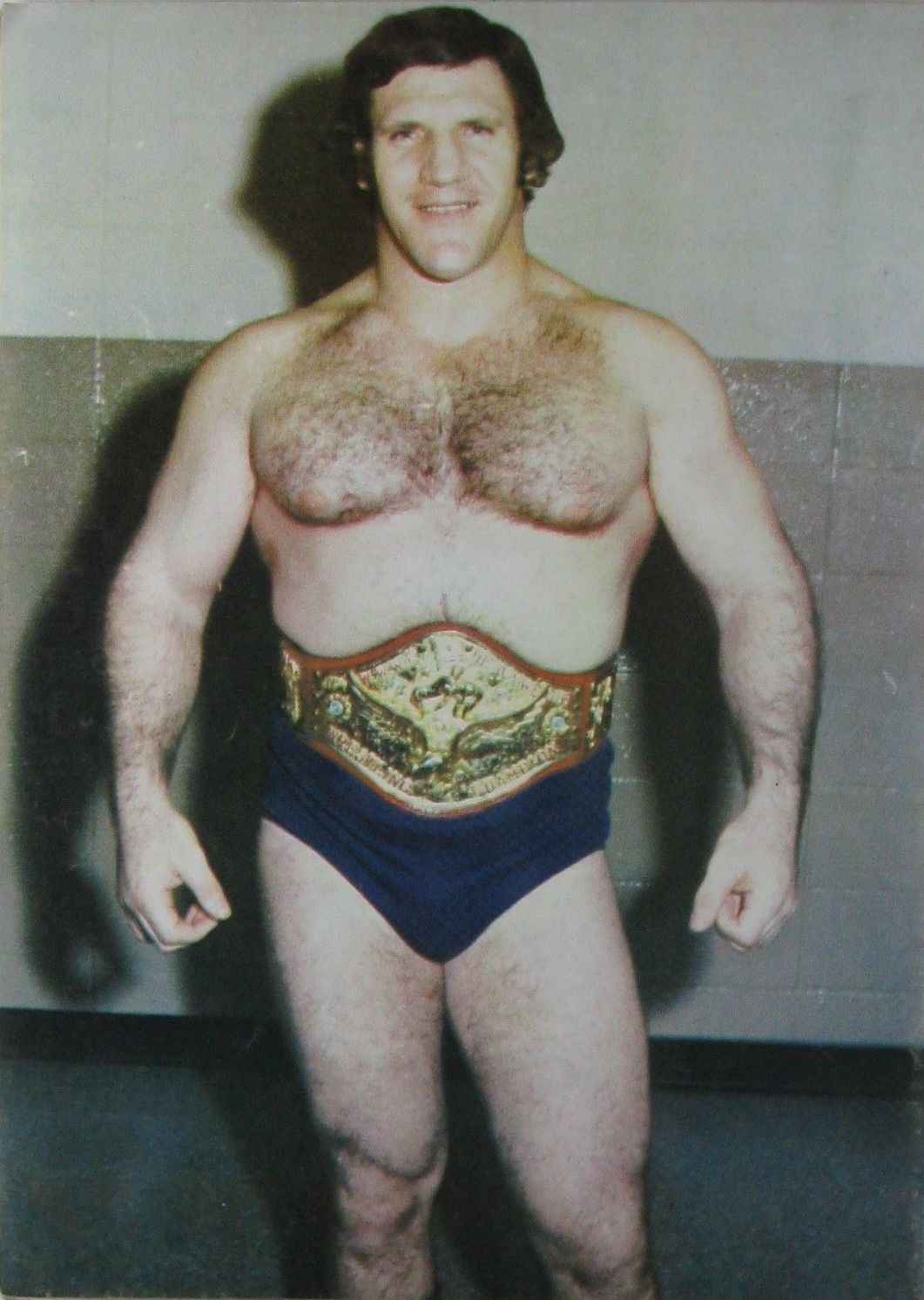
WWWFヘビ－級王者時代（1976年）
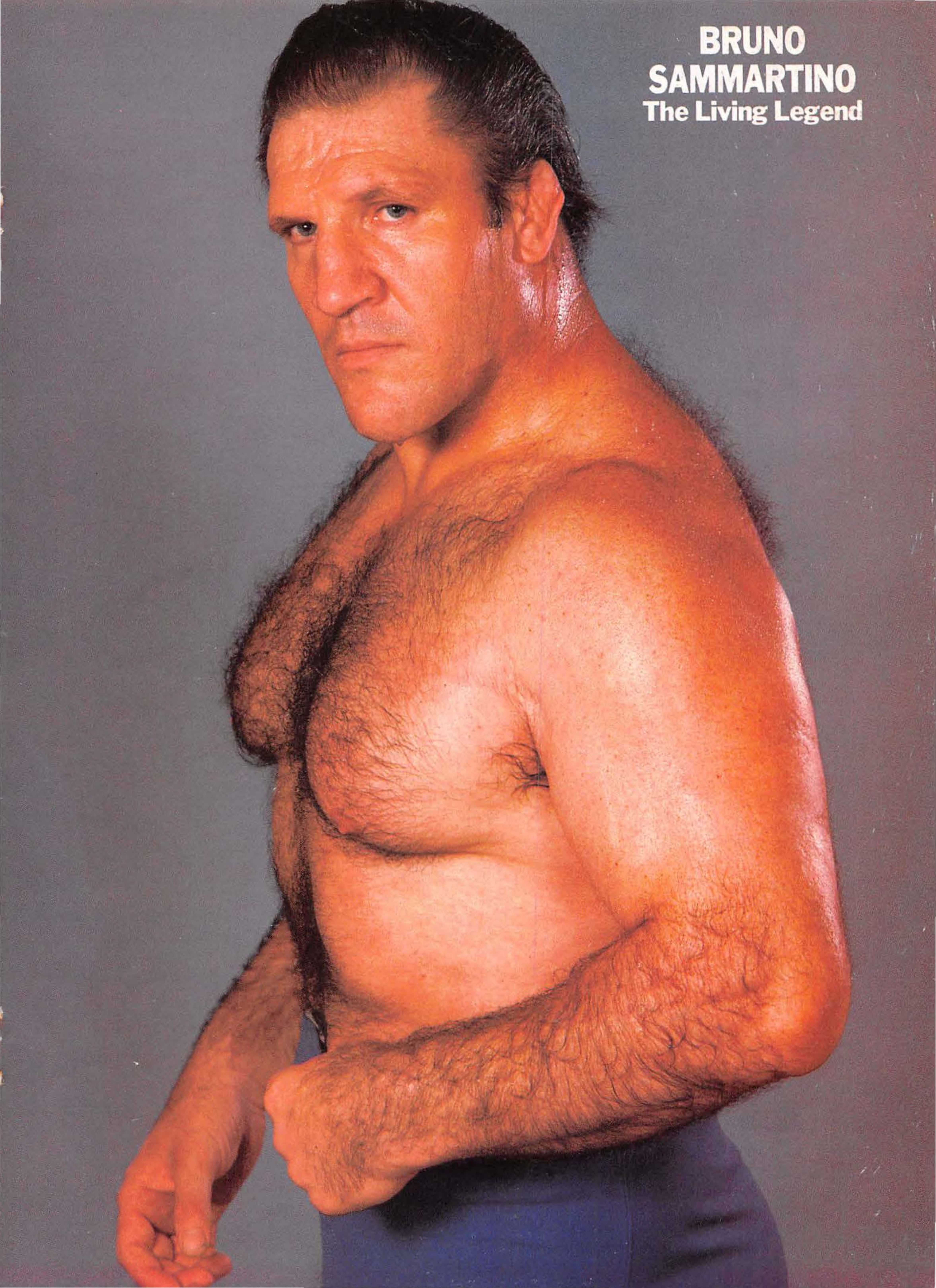
WWF復帰時代（1980年代）
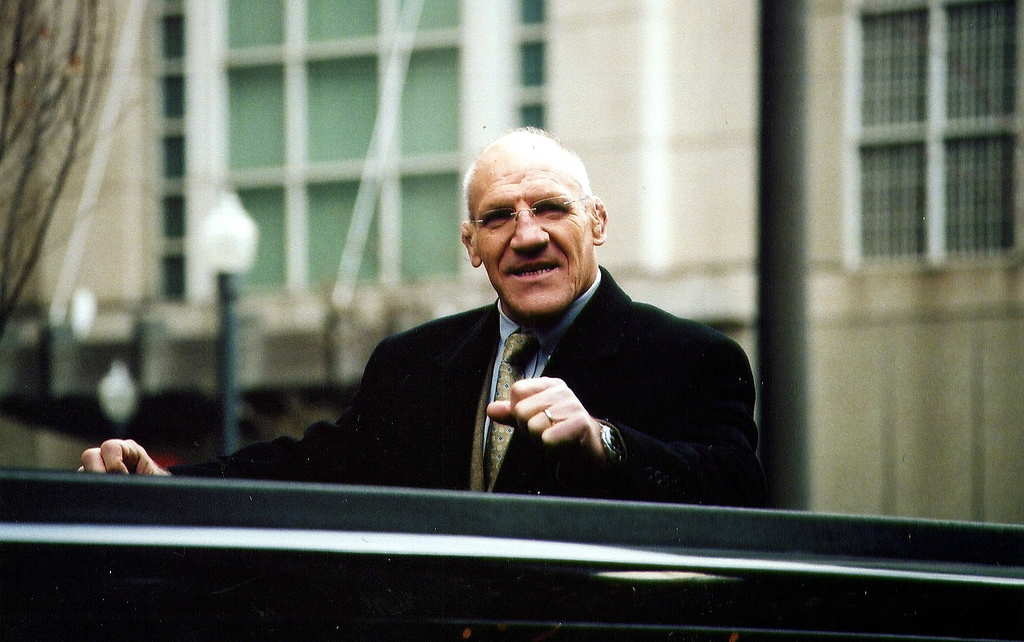
ピッツバーグのセレモニーにて（2005年）
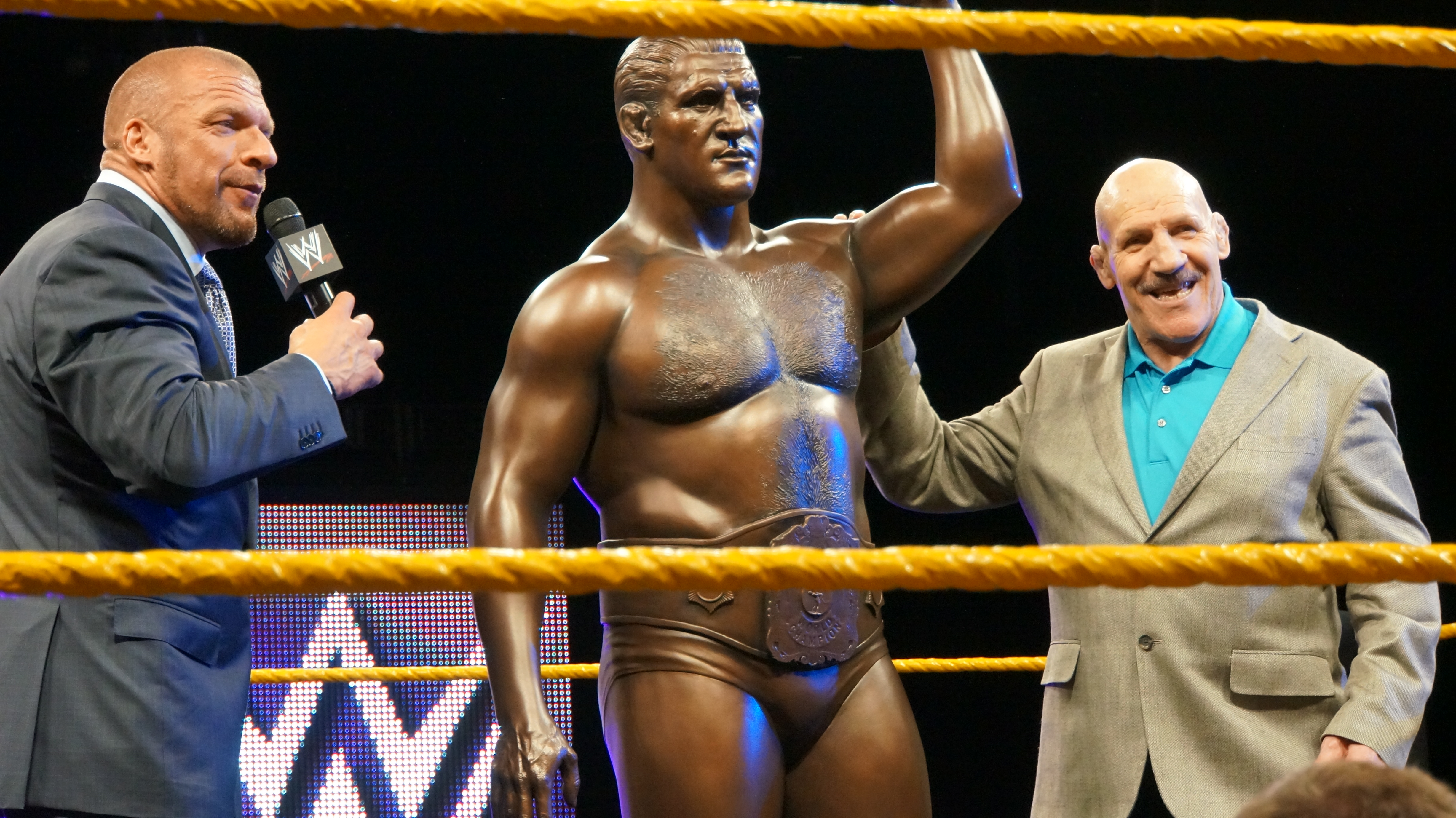
WWEセレモニーにて自身の銅像と（2014年）
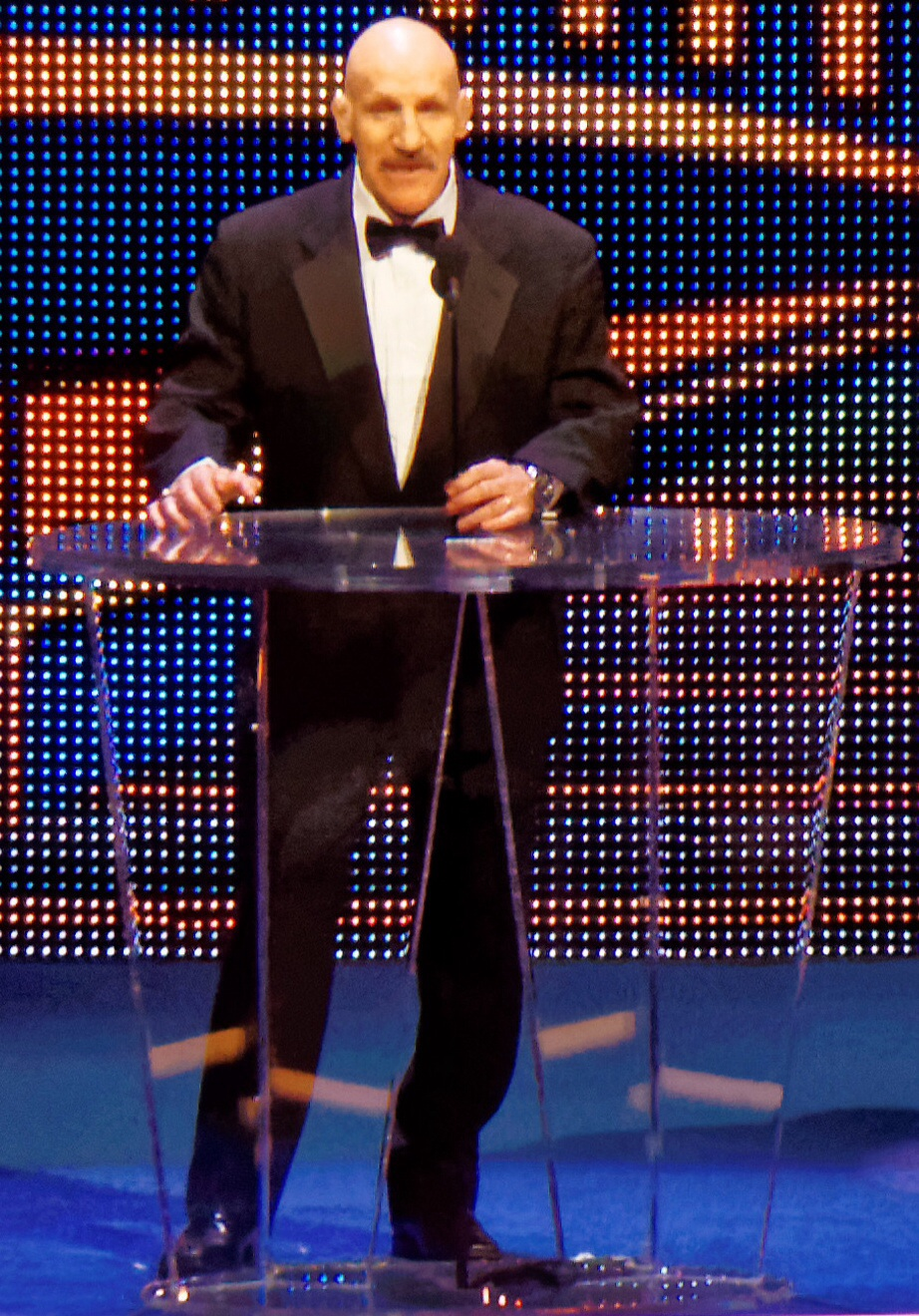
WWE殿堂表彰式にて（2015年）

## ジャイアント馬場との関係
- ジャイアント馬場とはレスラーとしてのキャリアは1年しか違わず、若手時代からの友人であり出世を誓い合った最大のライバルの一人であった。その後両者ともに出世し、時期は違えど世界王座奪取を成し遂げて、お互いに世界王者の立場で対戦したことが何度かある。しかし、ダブルタイトルマッチは1975年5月（PWFとWWWF）の1回きりで、それ以外はお互いに相手の保持するタイトルに挑戦していた（もっぱらサンマルチノが馬場の持つ王座に挑戦する形であった）。
- 馬場は自身の著書で、外国人選手のなかで国内選手と同様の友情関係が保てるのはサンマルチノだけと述べている。その証拠に馬場が全日本プロレスを旗揚げするときに、アメリカで真っ先に相談に行ったのはどの地区のプロモーターでもなくサンマルチノで、相談を受けたサンマルチノは全日本プロレスの旗揚げシリーズに参戦している。また、WWWFが全日本プロレスと友好関係を打ち切り、1974年に新日本プロレスと提携した際も、サンマルチノは馬場との友情関係を理由に新日本への参戦を拒否し全日本プロレスに出場し続けた。これが最終的にWWWFとPWFのダブルタイトルマッチの実現に至った経緯ともなった。なお新日本とWWWFとの提携の際、サンマルチノとアントニオ猪木の試合が計画されていたが、参戦拒否を受けて実現しなかった（猪木は1978年11月のヨーロッパ遠征でローラン・ボックと対戦したが、この試合は日本代表の猪木とヨーロッパ代表のボックとのダブルタイトル戦であるとして、勝者はアメリカ代表のサンマルチノと世界統一戦を行う予定だったという[36]）。
- キャデラックを愛車としていた。来日した際に、馬場が巨体を窮屈に押し込めて車に乗り込む姿を目撃したサンマルチノは、自分が当時乗っていた67年式キャデラックを馬場に船便でプレゼントした[37]。その心意気に感動した馬場は、生涯、車を買い換える際は常に同じ色・型のキャデラックを選び続けた。
- 1999年5月2日に行われた全日本プロレス東京ドーム大会において組まれた「ジャイアント馬場引退試合」に、最後の対戦相手としてジン・キニスキーと共に指名されている。そしてリング上で「ババ、君に挨拶するために来た。君は体だけじゃなく、心もジャイアントだった。君はすべての人に愛され、大切にされた素晴らしい人物だった。今日この場にいられることを嬉しく思う」とスピーチした。

## 人物

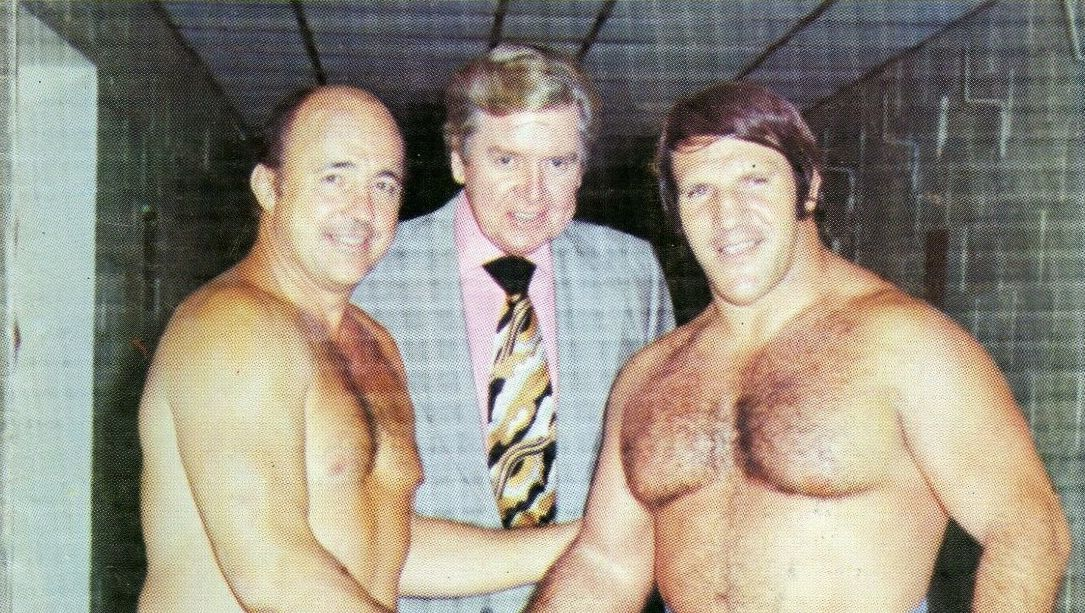
左からバーン・ガニア、ビンス・マクマホン・シニア、サンマルチノ（1975年）

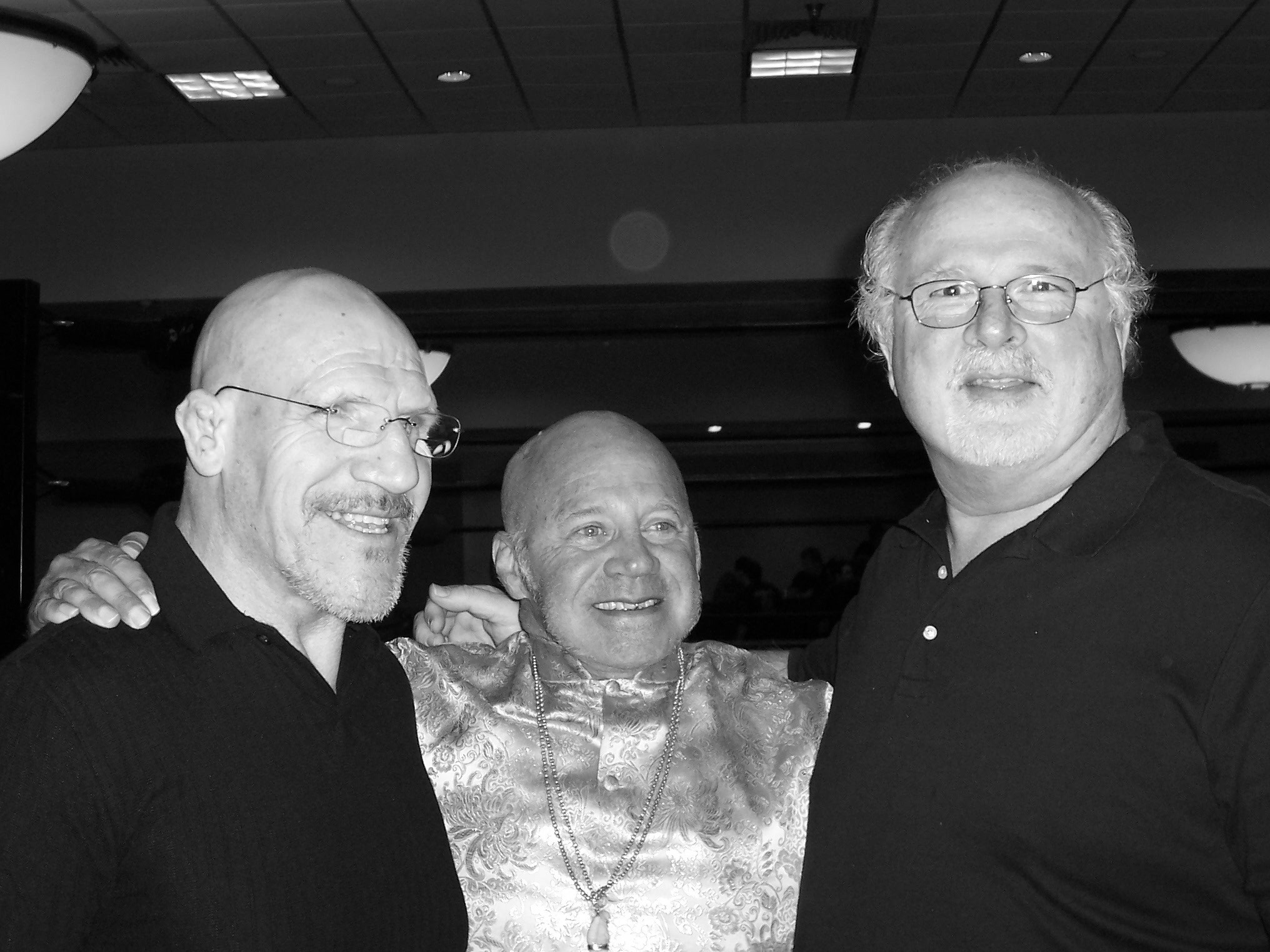
左からサンマルチノ、エイドリアン・ストリート、ビル・ワット（2005年）

- スタン・ハンセンによると、ニューヨークでキャリアを築いていくにあたり、色々と親身に相談に乗ってくれたのがサンマルチノであり、それはハンセンがボディスラムのかけ損ないでサンマルチノに大怪我をさせてからも変わらなかったという。
- 1970年代以降はカツラを着用しており、試合中に相手レスラーから頭部を掴まれることを極端に嫌っていた。その当時、既にトップレスラーとして不動の地位を確立していたサンマルチノに対しては、暗黙の了解として御法度の技が存在した（カツラが外れる怖れのあるヘッドロックなど）。もっとも、この頃全日本に登場したサンマルチノに対し、馬場は遠慮無く脳天チョップを放っているが、これによって2人の友情が壊れるようなことはなかった（当時はインターネットなどなく、日本でカツラが脱げたとしてもそれがニューヨークに報じられる可能性はまったくなかった）。
- 現役時代からホームタウンのピッツバーグにおけるWWWFの興行を手がけるなどプロモーターとしても活動しており、引退後の1982年にはキラー・コワルスキーがボストンで旗揚げしたインディー団体IWF（International Wrestling Federation）の顧問を務めていた[38]。IWFには息子のデビッド・サンマルチノ、弟子のラリー・ズビスコ、腹心のドミニク・デヌーチ、ジョニー・バリアント、ジェリー・バリアント、ハンス・シュローダーなどが出場していた[39]。全日本プロレスにもロッキー・ジョーンズ（マイク・マスターズ）などの所属レスラーが招聘されている。
- サンマルチノはニューヨークマットの第一人者として東海岸テリトリーだけでなく、NWA世界王者のルー・テーズやAWA世界王者のバーン・ガニアと並ぶアメリカンプロレスの英雄としてもその名を高く知られた。その功績から、早い段階でWWE殿堂に迎えられて然るべき人物だったにもかかわらず、ビンス・マクマホンとの絶縁状態が続いていたため、WWE側からの再三に渡る要請にも一切応じようとせず、殿堂入りは実現していなかった。しかし2013年に、ビンスの娘婿トリプルHのオファーにより殿堂入りを承諾した。
- 80歳を過ぎてもトレーニングに励み、時折全盛期を髣髴とさせる筋骨隆々な肉体美をメディアに提供していた。

## 得意技
- パンチ

顔面のみならず、ボディへの攻撃も多用した。
- マシンガンキック（ストンピング）

サンマルチノの代名詞ともいえる技。
- ニー・リフト
- ボディスラム
- ベアハッグ

キャリアを通じてのサンマルチノの必殺技。
- カナディアン・バックブリーカー

初めてWWWF王者になったときのフィニッシュ・ホールドである。全盛時にはジャイアント馬場をもギブアップさせたことがある。腰を負傷して以降はベアハッグをフィニッシュ・ホールドにし、カナディアン・バックブリーカーは使用しなくなる。

## 獲得タイトル
ワールド・ワイド・レスリング・フェデレーション / ワールド・レスリング・エンターテインメント
- WWWF世界ヘビー級王座 / WWWFヘビー級王座：2回
- WWWFインターナショナル・タッグ王座：1回（w / ドミニク・デヌーチ）
- WWWF USタッグ王座：1回（w / スパイロス・アリオン）
- WWE殿堂：2013年度

メープル・リーフ・レスリング
- NWA USヘビー級王座（トロント版）：1回
- NWAインターナショナル・タッグ王座（トロント版）：1回（w / ホイッパー・ビリー・ワトソン）

グランプリ・レスリング
- GPWタッグ王座：1回（w / エドワード・カーペンティア）

ワールド・レスリング・アソシエーション（インディアナポリス）
- WWA世界タッグ王座：1回（w / ディック・ザ・ブルーザー）

ワールド・レスリング・カウンシル
- WWC北米ヘビー級王座：1回